# Goldstandard (Verfahren)
Goldstandard ist ein Schlagwort. Es wird einerseits zur Bezeichnung von Verfahren verwendet, die bislang unübertroffen sind. Es bezeichnet aber auch neue Verfahren, die nach Meinung ihrer Protagonisten zum Standard werden sollen, oder auch solche alten Verfahren, für deren Beibehaltung angesichts anderer oder neuerer Methoden plädiert wird. Meist handelt es sich also entweder um Verfahren, die bereits seit längerer Zeit an vielen Orten angewandt werden, oder um solche, die angewendet werden sollen.

## Herkunft

### Allgemeines
Die Bezeichnung Goldstandard stammt aus der Finanz- und Geldwirtschaft. Es bezeichnet ein in der Vergangenheit übliches Währungssystem, in dem eine Währungseinheit durch den Wert einer feststehenden Menge von Feingold definiert ist. Ein Goldstandard ist von älteren Goldwährungen zu unterscheiden. Während Goldwährungen einen territorial begrenzteren Standard darstellen, gelten Goldstandards international. Aufgrund dieser weiteren Rahmens, in dem ein Goldstandard anerkannt und eingehalten wird, mag sich der Begriff auch in der Verfahrenstechnik für möglichst weithin anerkannte und eingehaltene Standards durchgesetzt zu haben.
Historisch gab es zwei verschiedene Goldstandardsysteme. Ausgehend vom britischen Charter Act von 1844, der Lateinischen Münzunion von 1865 (ursprünglich Silber-, ab 1885 dann Goldstandard) und der deutschen Goldmark von 1871 setzte sich in der zweiten Hälfte des 19. Jahrhunderts ein erster internationaler Goldstandard durch, der allerdings in Folge des Ersten Weltkrieges und der Weltwirtschaftskrise zerbrach. Nach dem Zweiten Weltkrieg existierte für ein Vierteljahrhundert ein neuer internationaler Goldstandard im Rahmen des Bretton-Woods-Systems, das wiederum durch Nixon-Schock und Ölkrise endete.

### 19. Jahrhundert bis zur Weltwirtschaftskrise
Vor dem Ersten Weltkrieg bestand ausgehend von Großbritannien für einige Jahrzehnte ein internationales System von Ländern mit Gold-Standard, d. h. mit festen wechselseitigen Wechselkursen. Während des Ersten Weltkriegs wurde die Eintauschbarkeit von vielen am Krieg beteiligten Ländern aufgehoben und konnte auch in den 1920er Jahren nicht in der alten Form wieder eingeführt werden. Auch die USA hoben in der Großen Depression 1931 die Deckung des US-Dollars mit Gold auf.

### Bretton Woods
Gegen Ende des Zweiten Weltkrieges stellte sich erneut die Frage nach der Zukunft des internationalen Finanzsystems. Man einigte sich auf das Bretton-Woods-System. Dieses bestand bis Anfang der 1970er Jahre; es basierte auf einer direkten Bindung der Wechselkurse (fester Wechselkurs) der teilnehmenden Länder an den US-Dollar und auf einer Umtauschbarkeit der Währungen in Gold. Der damalige US-Präsident Richard Nixon stoppte am 15. August 1971 die Eintauschbarkeit von US-Dollar in Gold („Nixon-Schock“). 1976 empfahl der Internationale Währungsfonds (IWF) seinen Mitgliedern die Aufhebung der Goldbindung der Währungen.

## Verwendung des Begriffes
In der Medizin wird das zurzeit allgemein anerkannte Handeln bezüglich einer Krankheit als Goldstandard bezeichnet, der allgemeingültige und maßgebende Standard. Er bildet den Grundstock, an dem sich jedes neue Verfahren messen muss. Der Begriff taucht in verschiedenen Zusammenhängen auf:
- für die beste Methode zum Nachweis oder Ausschluss einer Erkrankung
- für besonders erfolgreiche Therapien von Erkrankungen, insbesondere in bestimmten Krankheitsstadien
- bei der Planung von Studien

Ist ein solcher Standard etabliert, ist seine Autorität oft so überwältigend, dass es einiger Anstrengung bedarf, um ihn zu erschüttern.
Die Metapher wird in der Medizin allerdings sehr umfangreich genutzt, oftmals ohne genaue Kenntnis, wovon sich der Begriff ableitet.
Oft werden die evidenzbasierte Medizin und randomisierte, kontrollierte Studien (Blindstudien) als Goldstandard bezeichnet, sind gleichzeitig aber auch umstritten. Nicht jeder Goldstandard basiert aber auf diesen Grundlagen. Manches kann nicht mit evidenzbasierter Medizin erschlossen werden, beispielsweise bei Problemen mit der Vergleichbarkeit der Fälle.
In der Werbung wird der Begriff „Goldstandard“ ebenfalls verwendet, inzwischen wirbt Reckitt Benckiser für sein Geschirrspülmittel Calgonit mit einem „Diamant-Standard“.

## Kritik
Der Begriff Goldstandard ist problematisch, da Standards fortwährend neu diskutiert und definiert werden.
Für englischsprachige Publikationen empfehlen z. B. Tom E. Love und P. Finbarr Duggan gold standard nicht mehr zu verwenden. Als bessere Alternative wird beispielsweise criterion standard vorgeschlagen.